# Erligangkulturen

Erligangkulturens utbredningsområde.

Erligangkulturen  (二里岗文化; Èrlǐgǎng wénhuà) är en bronsålderskultur som existerade i Kina under Shangdynastin. Kulturen existerade ungefär från 1600 f.Kr. till 1200 f.Kr. och hade sitt centrum i dalen kring Gula floden. Erligangkulturen var den första kinesiska civilisationen som storskaligt göt bronskärl. Erligangkulturen har sitt ursprung i Luodamiaokulturen och har även influens från Erlitoukulturen.

## Huvudsakliga fyndplatser
Den primära fyndplatsen för Erligangkulturen är Zhengzhou Shangstad i Henan som upptäcktes på 1950-talet, men större fyndigheter har även gjorts i t.ex. Panlongcheng i Hubei och Yanshi Shangstad i Henan.